# Дуброва (Зашижемское сельское поселение)
Дуброва — деревня в Советском районе Кировской области в составе Зашижемского сельского поселения. 

## География
Находится на левобережной части района на расстоянии примерно 27 километров по прямой на север от Кировского моста через реку Вятка у районного центра города Советск.

## История
Известна с 1763 года как починок Дубровский с населением 32 человека. В 1873 году здесь было учтено дворов 24 и жителей 180, в 1905 25 и 191, в 1926 (уже деревня Дуброва) 33 и 158, в 1950 26 и 80, в 1989 году оставалось 12 жителей.

## Население
Постоянное население составляло 2 человека (русские 100%) в 2002 году, 2 в 2010.